# 格文法
格文法（かくぶんぽう case grammar）とは、1968年に言語学者チャールズ・フィルモアによって提唱された文法理論である。

## 概要
格文法は、動詞（さらには形容詞・名詞）とその深層格（動作主・場所・道具のような意味役割）との組み合わせから成るものとして文を分析しようとする理論である。
フィルモアによれば、動詞はそれぞれいくつかの深層格を選択し、それらは格フレームを成す。格フレームはその動詞の意味的結合価の重要な側面を記述するものである。格フレームには、例えば一つの深層格は一文に一つしか現れないなどの制約がある。格には義務的なものと随意的なものがあり、義務的格を削除すると非文法的になる。例えば Mary gave the apples はこの意味で非文法的である。
格文法の根幹をなす仮説は、主語や目的語のような文法役割は深層格に依存して決まるということである。フィルモアは1968年の論文で、主語の選択に関する普遍的規則として次のような階層を提案している：
動作主 (Agent) > 道具 (Instrument) > 対象 (Object)
もし動詞の格フレームが動作主を含んでいるならば、それは能動文の主語として実現される。そうでなければ、この階層で動作主に次ぐ深層格（つまり道具）が主語に昇格する。
現代言語学への格文法の影響は絶大であり、統率・束縛理論以降の生成文法におけるθ理論をはじめとして、多くの理論が何らかの形で深層格の考えを取り入れている。また人工知能研究におけるフレームベースの記述の発展も格文法から着想を得ている。
1970年代から1980年代にかけて、格文法はフィルモア自身の手によってフレーム意味論へと発展した。

## 深層格
全ての言語に共通した、文意を表現する格。深層格推定法が確立した諸言語は中間言語方式の翻訳システムを構築することができる。
深層格は以下の8種である。
- 動作主格(Agent)
- 経験者格(Experiencer)
- 道具格(Instrument)
- 対象格(Object)
- 源泉格(Source)
- 目標格(Goal)
- 場所格(Location)
- 時間格(Time)

## 日本語表層格
日本語の表層格は以下のものをとる。
| ガ格   | 「〜が」という形式で文に現れる。   |
| ヲ格   | 「〜を」という形式で文に現れる。   |
| ニ格   | 「〜に」という形式で文に現れる。   |
| カラ格 | 「〜から」という形式で文に現れる。 |
| ヘ格   | 「〜へ」という形式で文に現れる。   |
| ト格   | 「〜と」という形式で文に現れる。   |
| ヨリ格 | 「〜より」という形式で文に現れる。 |
| マデ格 | 「〜まで」という形式で文に現れる。 |
| デ格   | 「〜で」という形式で文に現れる。   |